# 斯普林格羅夫鎮區 (內布拉斯加州哈倫縣)
斯普林格羅夫鎮區（英語：Spring Grove Township）是位於美國內布拉斯加州哈倫縣的一個行政鎮區。

## 地方資料
斯普林格羅夫鎮區的面積為93.62平方千米，當中陸地面積為93.55平方千米，而水域面積為0.06平方千米。根據2020年美國人口普查的數據，當地共有人口69人，而人口密度為每平方千米0.74人。